# Don Catarino y su apreciable familia
Don Catarino y su apreciable familia fue una tira cómica mexicana creada por Carlos Fernández Benedicto al guion y Salvador Pruneda a los dibujos, que se publicó por primera vez el 1 de enero de 1921 en el suplemento dominical de El Heraldo de México. Es la primera historieta de larga duración en México.

## Características
Don Catarino y su apreciable familia surge al fin de la fase armada de la Revolución mexicana. En ese tiempo, se intentaba construir una identidad cultural con elementos autóctonos considerados como muy mexicanos, pero al mismo tiempo, comenzaban a integrarse a la cultura nacional elementos del modo de vida estadounidense). En la historieta, con dibujos de Pruneda, se advertirían influencias norteamericanas, en especial de las tiras cómicas de Frederick Burr Opper y George McManus.
Don Catarino, el protagonista de la tira, es un hombre llano, originario de Silao, Guanajuato, que decide mudarse a la Ciudad de México con toda su familia: su esposa Ligia y sus dos pequeños hijos Ulogio y Tanasia. Para diseñarlo Fernández Benedicto, se basa en "Don Catarino Culantro", que había aparecido en una serie de artículos satíricos publicados en La Risa.
En Don Catarino, Carlos Fernández Benedicto, que usa el seudónimo de Hipólito Zendejas, rescata al lenguaje coloquial del español de México, con giros propios de la provincia poco utilizados en las ciudades, y son frecuentes los dichos populares, las formas chuscas de expresarse y la picardía de las acciones. El éxito conquistado por la tira logró que ésta se convirtiera en una historia de continuación, y los personajes lograron salir del escenario mexicano para adentrarse en historias en lugares lejanos, como Europa, África, o las islas del Pacífico, donde ocurrían historias absurdas, como el colonialismo mexicano en un territorio de caníbales a los que se les impone un español lleno de faltas de ortografía. 
La tira desapareció en 1923 por la clausura del diario El Heraldo debido al apoyo que éste mostró a la rebelión delahuertista. Tras un breve paso por El Demócrata en 1926, Don Catarino llegó a las páginas de El Nacional, donde permanecería hasta su desaparición definitiva. En la etapa de El Nacional la tira es autoría exclusiva de Salvador Pruneda, quien intentaba asemejar los guiones lo más posible a los de Zendejas.
A mediados de la década de 1950 surge un comic book titulado Don Catarino, editado por el mismo Salvador Pruneda, del que sólo logran salir al mercado unos cuantos números.

## Legado
En el tiempo de aparición de la tira, los lectores de diarios, principalmente miembros de la clase media urbana, preferían las tiras cómicas estadounidenses. Sin embargo, la aparición y permanencia de Don Catarino y su apreciable familia demostró que era posible el uso del lenguaje mexicano chusco y coloquial en una historieta, en una época en que los giros dialectales que se diferenciaban del español estándar eran juzgados incultos en México. El uso del español vulgar y de características costumbristas se reflejaría en otras tiras cómicas, y posteriormente a lo largo de toda la historia de la historieta mexicana. En palabras de Armando Bartra,

«Don Catarino» es un «Bringing up Father» de petate, pero sin menoscabo del homenaje a McManus. La dupla Zendejas-Pruneda crea también un estilo historietil muy de por acá, consistente en combinar personajes de fisonomía, habla e idiosincrasia autóctonos, con aventuras desorbitadas en los habituales paisajes exóticos del cómic internacional. Así, acorde con los tiempos de reafirmación nacionalista y apertura cultural al exterior, el paradigmático charro mexicano deviene cosmopolita.

Aunque la lectura de Don Catarino se restringió a los lectores de diarios y nunca alcanzaría un público masivo, su éxito como tira cómica produjo la aparición en 1922 de una columna en El Heraldo titulada «Las memorias de Don Catarino», donde el personaje opinaba sobre los aconteceres de la vida nacional.
El actor de carpa, el cómico Eusebio Torres Pirrín, se adjudicó el sobrenombre de Don Catarino en honor al héroe de la tira cómica.